# Eskil (helgon)
Sankt Eskil är ett svenskt helgon och, tillsammans med Botvid, ett av Södermanlands skyddshelgon. Han är även Närkes apostel.
Eskil som tros ha avlidit omkring år 1080, omtalas som helgon första gången på 1120-talet i munken Ailnots legend om Knut den helige. Där sägs att Eskillinus, en biskop av förnäm engelsk härkomst, skall ha dödats av barbarer som var Suethi et Gothi – alltså svear och göter. Den 11 juni förekommer som festdag för Sankt Eskil i svenska kalendarier första gången omkring 1200. I andra stift än Strängnäs stift flyttades helgondagen senare fram till 12 juni. Eskils skrinläggningsdag den 6 oktober omtalas första gången i slutet av 1200-talet.
Ett påvebrev från 1231 omtalar även en kyrka som skall ha uppförts åt Eskil i Tuna före 1185.

## Biografi
De huvudsakliga biografiska upplysningarna om Eskil är däremot betydligt senare, och förekommer första gången i ett Eskils officium från omkring år 1300, som antas vara författat av biskop Brynolf Algotsson. Att Brynolf Algotsson skulle ha författat Eskilsofficiet och andra officier som tillskrivits honom har ifrågasatts av senare forskning. Officiet förekommer i form av en handskrift från slutet av 1300-talet, ett yngre breviarium från Strängnäs samt några legendfragment i en handskrift på Kungliga biblioteket från 1300-talet. Enligt officiet var Eskil en engelsk munk som under sin kristna mission stenades till döds på uppdrag av den hedniske kung Blot-Sven. Eskil är det ena av Södermanlands två skyddshelgon. Den andra är Sankt Botvid som slog sig ned i Botkyrka socken. S:t Eskil är även Närkes apostel.
Enligt biskop Brynolfs officium hade Eskil i sällskap med Sankt Sigfrid lämnat England i slutet[källa behövs] på 1000-talet för att missionera i Sverige, där den kristne kung Inge den äldre regerade, och med kungens och andras samtycke valdes han till "biskop över den del som kallas Nordanskog, och han invigdes högtidligen av den helige Sigfrid". Hans kristna förkunnelse uppväckte folket som byggde nya, kristna helgedomar medan de gamla avgudatemplen revs och de hedniska offerlundarna höggs bort. Efter en tid fördrevs dock kung Inge av Blot-Sven som återinförde de hedniska traditionerna. 
En stor blotfest anordnades i Strängnäs och dit begav sig Eskil för att hålla en straffpredikan. Orädd stod han mitt bland folket, tills de började smäda hans ord. Han bad då Gud om ett himmelskt under och med ett dån utbröt en väldig snö-, regn- och hagelstorm som förstörde deras offeraltare, allt medan Eskil själv inte ens blev träffad av en enda droppe. Hedningarna blev då mycket vredgade och en spåman med namnet Spåbodde slog en sten i hans huvud och en annan drämde till med en yxa. Svårt sårad släpades Eskil till Blot-Sven som dömde honom till döden, och han stenades i en backe som än idag kallas Munkbacken. Hans döda, sargade kropp bars därefter hemåt för att jordas i hans egen kyrka. Vidare nämner Brynolf att "då de kom till den plats, som nu kallas Eskilstuna, förmörkades luften av en tjock dimma så att de ej kunde gå längre, och så tung blev kroppen att de alls ej kunde rubba den. Samma natt blev det uppenbarat för den som kastat första stenen på honom, att på samma ställe skulle byggas en kyrka till martyrens ära, vilket också skedde".

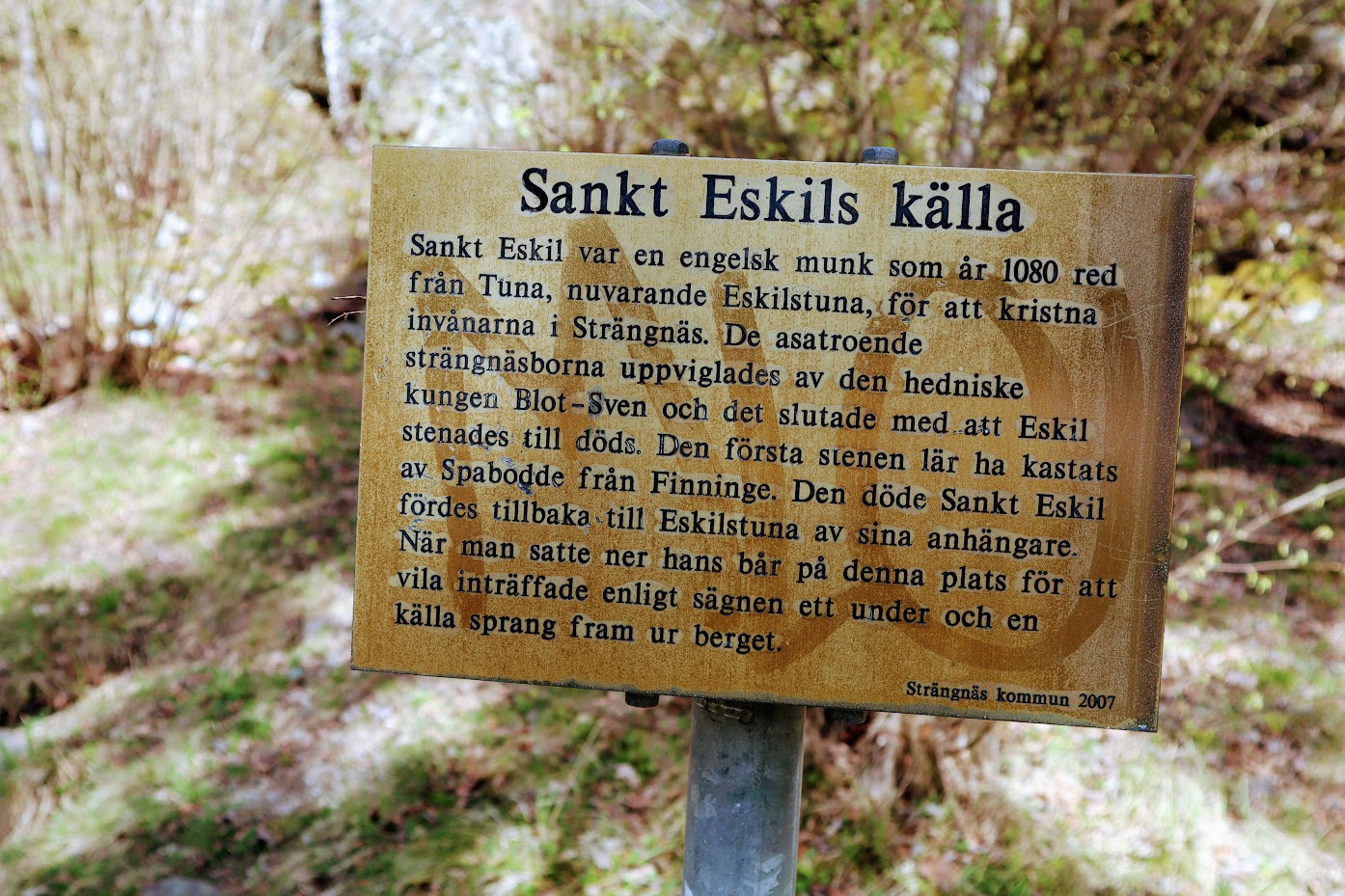
Skylt vid Sankt Eskils källa, uppsatt av Strängnäs kommun 2007.

I andra berättelser står att Sankt Eskils källa utmed vägen från Strängnäs skulle ha sprungit fram ur berget i samma ögonblick som hans kropp bars förbi. Johanniterna lät uppföra ett kloster vid hans hem i Tuna, varmed orten började kallas Eskils-Tuna. Namnet är känt sedan 1266. Johannitermunkarna, som ankom till Tuna omkring 1170, lät även bygga en kyrka över hans grav där hans reliker bidrog till många underverk. Åtminstone delar av relikerna flyttades på 1430-talet till Strängnäs där det fanns ett kapell invigt åt dessa. Eskilsreliker nedlades även 1410 och 1445 i altaren i Uppsala domkyrka, även i Köpenhamn och Roskilde fanns reliker efter Eskil. Enligt ett dokument från 1397 överlämnades efter begäran även ett relikben efter Eskil av munkarna i Eskilstuna till Drottning Margareta efter hennes begäran.
Eskilstunaklostrets reliker spreds efter att kyrkan brunnit 1535 och deras sista spår ingår i fogdarnas räkenskaper till Gustav Vasa. Sankt Eskils förgyllda huvud och ett förgyllt armrelikvarium beslagtogs 1523 och var sedan försvunna tills en skatt hittades 1676 i en åker utanför Linköping. I skatten, som sannolikt kommit från Linköpings domkyrka men blivit gömd under reduktionen, påträffades ett förgyllt kärl i form av en upprest underarm med en pekande hand, och enligt en inskrift innehåller den helgonets armben. Detta föremål finns nu på Statens historiska museum. Därutöver hittades 1912 i ruinerna efter S:t Eskils nedbrunna kyrka en märklig stenkista med höga runstenslika gavlar, rikt dekorerad med runornamentik. Den så kallade Eskilstunakistan lär vara från 1000-talets mitt. 
Sankt Eskil firas den 12 juni. Han framställs som en biskop med mitra och hans attribut består av tre stenar.
En kyrka uppkallad efter den sörmländske aposteln är Sankt Eskils kyrka i Österhaninge församling. Även Sankt Eskils kyrka i Örebro är uppkallad efter honom.